# Häcklefjälltjärnen
Häcklefjälltjärnen är en sjö i Skellefteå kommun i Västerbotten och ingår i Byskeälvens huvudavrinningsområde.